# Inlandsis de l'Antarctique
L'inlandsis de l'Antarctique est le nom de l'inlandsis (calotte polaire) qui recouvre la majeure partie de l'Antarctique. La couche de glace peut atteindre 4 000 m d'épaisseur. Elle repose directement sur un substrat rocheux, mais tandis qu'en Antarctique oriental ce substrat est au-dessus du niveau de la mer, en Antarctique occidental il peut se situer jusqu'à plus de 2 500 m au-dessous. À certains endroits, l'inlandsis s'étend sur l'océan Austral par des barrières de glace, telle la barrière de Ross.
L'inlandsis de l'Antarctique représente environ 61 % de toute l'eau douce terrestre. S'il devait fondre il en résulterait une élévation du niveau de la mer d'environ 58 m.

## Origine
À partir du milieu de l'éocène, il y a 45,5 millions d'années, le climat en Antarctique se refroidit, ce qui se traduit par l'apparition de glaces de mer et d'icebergs. Caractérisée par de grandes fluctuations, cette calotte fond presque totalement à la fin de l'Oligocène (25 millions d'années) puis connaît une nouvelle  expansion il y a 13 millions d'années, devenant dès lors permanente. La calotte polaire arctique se met en place quant à elle à la fin du Miocène, entre 2,6 à 3,6 millions d'années. L'établissement de ces deux calottes annonce les glaciations bipolaires de la période du Quaternaire.

## Impact du réchauffement climatique
La modélisation de l'évolution de l'inlandsis de l'Antarctique, confortée par les données acquises sur les effets de la dernière période interglaciaire, indique que la fonte de cet inlandsis est une fonction croissante et accélérée de la température moyenne du globe :
- jusqu'à 2 °C de réchauffement global (par rapport à l'ère pré-industrielle), l'élévation du niveau de la mer est de 1,3 m/°C ;
- entre 2 et 6 °C, elle accélère jusqu'à 2,4 m/°C ;
- et entre 6 et 9 °C, jusqu'à environ 10 m/°C.

Il en résulte que :
- pour un réchauffement planétaire d'environ 2 °C, l'Antarctique occidental s'engage dans un effondrement partiel, en raison de l'instabilité de la calotte glaciaire marine ;
- entre 6 et 9 °C, plus de 70 % du volume de glace actuel est voué à disparaître, surtout à cause de la rétroaction du relèvement du substrat ;
- à plus de 10 °C, l'Antarctique devient à terme pratiquement libre de toute glace.

Les modèles prévoient aussi une hystérésis : on ne retrouvera pas la configuration actuelle de la calotte glaciaire, même si les températures reviennent aux niveaux actuels. En particulier, la calotte glaciaire de l'Antarctique occidental ne récupèrera son étendue moderne que si la température moyenne descend jusqu'à au moins un degré Celsius en dessous des niveaux pré-industriels.